# Pierre André Latreille
Pierre André Latreille (Brive-la-Gaillarde, Corrèze,
20 de novembro de 1762 - 6 de fevereiro de 1833) foi um zoologista francês. Muitas das taxas atualmente em uso mantém os nomes que ele deu nos seus trabalhos de descrição de insetos e outros artrópodes.

## Biografia
De origem modesta, fez seus estudos em Paris no Colégio cardeal Lemoine. Foi ordenado sacerdote em 1786. Retornou a Brive, onde passou a dedicar seu tempo livre ao estudo da entomologia. Retornou a Paris em 1788, onde passou a ser membro ativo da comunidade científica. Publicou "Mémoire sur les mutilles découvertes en France" que lhe deu reconhecimento, permitindo-lhe ser admitido como membro da Sociedade para a História Natural.
Na Revolução francesa negou-se prestar juramento de lealdade, sendo preso e levado para um cárcere em Bordeaux. Latreille contava que devido a um inseto novo descoberto na prisão foi libertado, rumando para a Guiana Francesa.
Em 1796, publicou "Précis des caractères génériques des insectes, disposés dans un ordre naturel" em Brive.
Após ter abandonado o sacerdócio trabalhou no Museu Nacional de História Natural, recém fundado (1798), onde ocupou-se da organização das coleções de entomologia. Em 1814, assumiu como membro da Academia das ciências da França sucedendo a Guillaume-Antoine Olivier.
Em 1821, tornou-se cavaleiro da Legião de honra. Em 1825, publicou "Familles naturelles du règne animal" onde separava os anfíbios dos répteis, de acordo com os trabalhos de Alexandre Brongniart.
Foi professor de zoologia na Escola Veterinária de Maisons-Alfort. Posteriormente, em 1830, após a morte de Lamarck a cátedra de zoologia do Museu foi dividida. Latreille assumiu a disciplina dos invertebrados e Henri Marie Ducrotay de Blainville a de moluscos.
Sua obra marcou uma etapa importante na taxonomia dos artrópodes, para os quais criou uma classificação ainda largamente utilizada. Johan Christian Fabricius cognominou Latreille de "Príncipe da entomologia".

## Obras
- Précis des caracteres generiques des insectes, disposes dans un ordre naturel. - Paris-Brive, Prevot - F. Boudreaux XII, 3 201 (1796).
- Histoire naturelle générale et particulière des crustacés et insectes (14 vols., 1802-1805), com  C. N. S. Sonnini e  Georges-Louis Leclerc, Conde de Buffon
- Genera crustaceorum et insectorum, secundum ordinem naturalem ut familias disposita (4 vols., 1806, 1807, 1807, 1809)
- Considérations sur l'ordre naturel des animaux composant les classes des crustacés, des arachnides, et des insectes (1810)
- Les crustacés, les arachnides, les insectes: 1-653 In: Cuvier G. Le règne animal distribue d'apres son organisation, pour servir de base à l'histoire naturelle des animaux et d'introduction a l'anatomie Paris, Deterville.
- Annales du Mus. [Cit. ex: Kirby W., Spence W. 1833. Einleitung in der Entomologie, oder Elemente der Naturgeschichte der Insecten., Bd.4: 481] (1821)
- Familles naturelles du règne animal, exposés succinctement et dans un ordre analytique (1825)
- Cours d'entomologie (somente o primeiro volume foi encontrado, 1831)
- the whole of the section Crustacés, Arachnides, Insectes, em Règne animal

de Georges Cuvier
- Encyclopedie méthodique
- Dictionnaire classique d'histoire naturelle